# Saint-Denis, Réunion
Saint-Denis (phát âm tiếng Pháp: [sɛ̃.də.ni]) là préfecture (lỵ sở) của vùng-tỉnh hải ngoại Réunion, nằm ở Ấn Độ Dương. Thành phố nằm ở miền viễn bắc đảo Réunion, gần cửa Rivière Saint-Denis.
Saint-Denis là xã (commune) đông dân nhất ở các tỉnh hải ngoại Pháp. Theo thống kê 2016, vùng đô thị Saint-Denis (theo INSEE) có 204.304 dân: 147.920 trong số đó sống trong commune Saint-Denis, phần còn lại sống trong hai xã ngoại thành Sainte-Marie và Sainte-Suzanne.

## Lịch sử

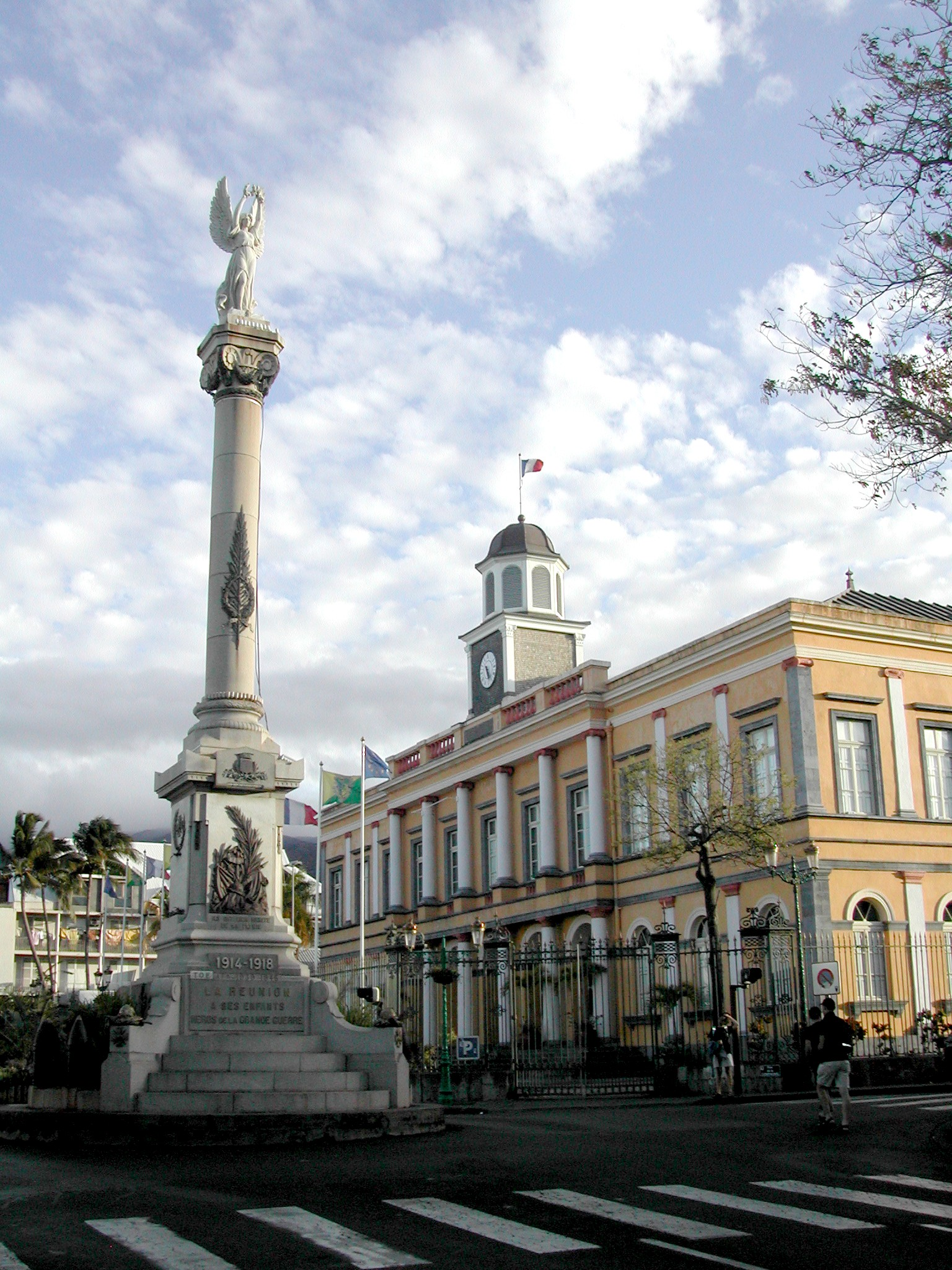
Toà cựu thị chính Saint-Denis và Column of Victory.

Saint-Denis do Étienne Regnault lập ra năm 1669, rồi trở thành lỵ sở Réunion từ năm 1738.

## Địa lý

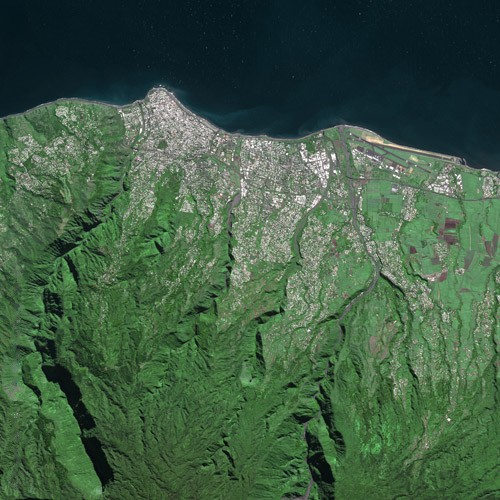
Saint-Denis trông từ vệ tinh SPOT.

Saint-Denis nằm mạn bắc đảo. Trong vùng đô thị này có một số ngọn núi cao, đạt tận 2.276 mét (7.467 ft).
Thành phố gồm các phường sau:
Le Barachois, Bellepierre, Bois-de-Nèfles, La Bretagne (Le Cerf), Le Brûlé, Les Camélias, Centre-ville, Champ-Fleuri, La Montagne(Le Colorado, Ruisseau Blanc, Saint-Bernard), Montgaillard, La Providence, La Rivière Saint-Denis (La Redoute), Ruisseau des Noirs, Saint-François, Saint-Jacques, Sainte-Clotilde (Le Butor, le Chaudron, Commune Prima, Domenjod, Le Moufia), La Source, La Trinité, Vauban

## Dân số
Saint-Denis là commune đông dân nhất trong các tỉnh hải ngoại Pháp. Dân số đã tăng mạnh so với năm 1954, tính cả commune và vùng đô thị. Trong 62 năm từ 1954 đến 2016, dân số tăng hơn ba lần. Mức tăng dân số hiện nay có giảm so với hồi thế kỷ XX.
| Saint-Denis (commune)                  | 41863 | 65275 | 85444  | 103512 | 109072 | 121999 | 131557 | 138314 | 145347 | 147920 |
| Saint Denis (vùng đô thị)              | 60848 | 86483 | 110962 | 132062 | 139519 | 156852 | 176283 | 190624 | 197883 | 204304 |
| Số liệu chính thức từ thống kê dân số. |       |       |        |        |        |        |        |        |        |        |

Mức tăng dân số trung bình của vùng đô thị Saint-Denis
- 1954-1961: +3.524 người mỗi năm (+5,0%/năm)
- 1961-1967: +4.067 người mỗi năm (+4,2%/năm)
- 1967-1974: +3.014 người mỗi năm (+2,5%/năm)
- 1974-1982: +1.008 người mỗi năm (+0,7%/năm)
- 1982-1990: +2.162 người mỗi năm (+1,5%/năm)
- 1990-1999: +2.164 người mỗi năm (+1,3%/năm)
- 1999-2006: +2.104 người mỗi năm (+1,2%/năm)
- 2006-2011: +1.452 người mỗi năm (+0,8%/năm)
- 2011-2016: +1.284 người mỗi năm (+0,6%/năm)